# Tatort: Der Welten Lohn
Der Welten Lohn ist ein Fernsehfilm aus der Krimireihe Tatort. Der vom Südwestrundfunk produzierte Beitrag ist die 1142. Tatort-Episode und wurde am 1. November 2020 im Ersten erstgesendet. Das Stuttgarter Ermittlerduo Lannert und Bootz ermittelt in seinem 26. Fall.

## Handlung
Oliver Manlik kehrt nach drei Jahren, die er für Gesetzesverstöße seiner Firma Rückert-Brenner in US-Untersuchungshaft verbringen musste, nach Stuttgart zurück. Seine Ehefrau und sein halbwüchsiger Sohn wollen nichts mehr von ihm wissen, obwohl er sich sehr um sie bemüht. Der Chef des Möhringer Automobilzulieferers, Joachim Bässler, lehnt es kaltschnäuzig ab, Manlik die von ihm geforderte Entschädigung zu zahlen. Dann vermisst man Diana Geddert, die Personalchefin der Firma: Sie wird tot im Wald aufgefunden.
Die Hauptkommissare Thorsten Lannert und Sebastian Bootz ermitteln in dem Stuttgarter Unternehmen und finden heraus, dass Oliver Manlik aufgrund des Foreign Corrupt Practices Act (FCPA) für Rückert-Brenner jahrelang im US-Gefängnis war und damit ein Motiv hätte, sich an der Firma zu rächen, die ihn vermutlich absichtlich geopfert hatte.
Manlik lässt unterdessen unter Bässlers Fahrzeug eine Sprengstoffladung explodieren. Bässler überlebt den Anschlag mit Verletzungen und beauftragt daraufhin seinen Sicherheitschef Neumann, Manlik umbringen zu lassen. Manlik kann sich aufgrund hoher körperlicher Fitness jedoch erfolgreich gegen den Killer zur Wehr setzen, wohingegen der Auftragsmörder verletzt ins Krankenhaus gebracht wird. Trotz eines postierten Polizisten vor dem Krankenzimmer gelingt es dem Täter, aus der Klinik zu fliehen. Daraufhin meldet sich Manlik bei der Stuttgarter Kripo und bittet um Polizeischutz gegen den erneut sein Leben bedrohenden Profimörder. Er gibt an, dass Bässler Diana Geddert auf dem Gewissen habe, und nun sei man „hinter ihm her“. Lannert und Bootz lassen einen Kollegen Manliks Haus observieren. Doch Manlik entweicht unbemerkt, kapert einen Pakettransporter und verschafft sich verkleidet als Paketzusteller Zugang zu Bässlers Villa. Er überwältigt den Wächter und zwingt Bässler mit vorgehaltener Pistole dazu, der Polizei telefonisch zu bestätigen, dass er selbst durch Manipulation von Dokumenten zu Manliks Verurteilung beigetragen und einen Mord an ihm in Auftrag gegeben hat. Außerdem habe er den Tod von Diana Geddert verschuldet.
Die Kriminaltechnik hat inzwischen herausgefunden, dass Manlik sich am Ort des Todes von Diana Geddert aufgehalten hatte. Die Hauptkommissare erscheinen mit dem SEK in Bässlers Villa und verhaften Bässler und Manlik. Dieser berichtet nun angesichts der Indizienlage gegen ihn, dass er Diana Geddert im Wald beim Joggen ansprechen und zu einem Gespräch zwingen wollte. Sie habe ihn mit Pfefferspray außer Gefecht gesetzt, sei dann aber beim Davonlaufen unglücklich zu Tode gestürzt.

## Hintergrund
Der Film wurde vom 22. Oktober 2019 bis zum 6. Dezember 2019 in Stuttgart, Karlsruhe und Baden-Baden gedreht. Die Dreharbeiten erfolgten in Stuttgart u. u. an der Rosenbergstraße, am Parkhaus an der Falkenstraße sowie im Gerberviertel am Hoppenlaufriedhof, an der Breitscheidstraße, am Rotebühlplatz sowie der Tübinger Straße.
Premiere feierte die Episode am 28. August 2020 bei einer Aufführung auf dem Kulturwasen als Freiluftkino und Autokino-Veranstaltung in Anwesenheit des Schauspielers Richy Müller.
Als Filmmusik für die Episode fanden die Titel Starman von David Bowie aus dem Jahr 1972 und Leave House aus dem Album Swim von Caribou Verwendung. Jürgen Hartmann zitiert Theodor Storms Ein grünes Blatt aus dem Jahr 1850.

## Rezeption

### Kritiken
Christian Buß vom Spiegel urteilt, die Episode zeigt „zwar recht schön, wie eng Wahnsinn und Wirtschaft zusammenliegen können. Aber es gibt am Ende einfach zu viele Momente, in denen man mit dem Plot hadert, als dass der zum Mann-gegen-Mann-Schocker überhöhte Wirtschaftskrimi einen wirklich mitreißt.“
Claudia Tieschky von der Süddeutschen Zeitung vertritt die Meinung, „spannend an diesem Film“ sei: „Die Täterfrage kehrt sich schnell um – wer ist hier eigentlich das Opfer? […] Barnaby Metschurat balanciert als Manlik sehr beachtlich eine Figur aus, die sich permanent auf der Kippe zwischen mehr oder weniger sachlicher Verhandlung um Gerechtigkeit und purem Amok befindet.“
Die Redaktion der TV Today sah ein „galliges Sozialdrama“, das „bitter, zynisch, traurig, psychologisch fein austariert“ sei. Sie vergab zwei von drei möglichen Punkten.
Nach Einschätzung der Redaktion der Prisma ist das Schauspiel der beiden Ermittler Lannert und Bootz „aufeinander abgestimmt“, was „wunderbar“ sei. „Doch in dieser Folge ist ein anderer der Star“, wird Barnaby Metschurat in der Rolle des Oliver Manlik gelobt, er sei „ein Bösewicht zum lieb haben“. Seine schauspielerische Leistung sei „dermaßen stark, dass man vor dem Bildschirm nahezu über die vollen 90 Minuten hin- und hergerissen ist: Lieb’ ich ihn oder hass’ ich ihn?“ In der Rolle des Gegenspielers ist Stephan Schad zu sehen und für diese Rolle „spielt er sein ganzes ekelhaftes Repertoire als profitgieriger Konzernlenker aus“. Die Empfehlung der Redaktion lautet, man müsse sich den Film „anschauen“.
Felix Schröder von den Westfälischen Nachrichten ist der Meinung, die Episode werfe ein „krasses Licht auf die Arbeitswelt“, denn sie zeige ein „erbittertes Katz-und-Maus-Spiel“, das durch einen „Krieg am Arbeitsplatz“ ausgelöst wurde und nun die Stuttgarter Ermittler „auf Trab“ halte. Im Zentrum der Handlung stehe der „rachsüchtige“ Angestellte und der „selbstgefällige Unternehmensboss“ mit einer „egozentrischen Weltsicht“, „erbarmungslos spielt er nach eigenen Regeln“. Schröder urteilt, „teilweise ähnelt die Folge einem Mafia-Film, und Bässler wirkt darin wie ein schwäbischer Don Corleone“ aus dem Film Der Pate. Wiederholt wird der Zuschauer Zeuge, wie Manlik „die Kontrolle verliert“ und sein „aggressives Potenzial“ zu Tage tritt, „seine Zündschnur ist kurz“. Für beide Rollen findet Schröder lobende Worte, „Metschurat spielt diese Rolle mitreißend“ und „auch Stephan Schad gibt den Unternehmenschef authentisch-böse“.
Christian Lamers von den Westfälischen Nachrichten sieht in der Handlung Parallelen zum Abgasskandal. Die Verdächtigen seien rar gesät, und im Fokus stehe der „Konflikt zwischen Manlik und Bässler, den man gespannt verfolgte“, lobte Lamers. Zugleich wies er kritisch darauf hin, dass durch „diese Fokussierung“ die Ermittler „an den Rand“ der Handlung rückten und die Aufklärung des Falles „mit Fortschreiten der Handlung immer mehr aus den Augen“ der Ermittler „verloren“ gehe.

### Einschaltquoten
Die Erstausstrahlung von Der Welten Lohn am 1. November 2020 wurde in Deutschland von 9,81 Millionen Zuschauern gesehen und erreichte einen Marktanteil von 27,5 % für Das Erste.